# NGC 4010
NGC 4010 é uma galáxia espiral barrada (SBcd) localizada na direcção da constelação de Ursa Major. Possui uma declinação de +47° 15' 37" e uma ascensão recta de 11 horas, 58 minutos e 37,1 segundos.
A galáxia NGC 4010 foi descoberta em 26 de Abril de 1830 por John Herschel.